# Johannes Vilhelm Jensen
Johannes Vilhelm Jensen, noto anche come Johannes V. Jensen (Farsø, 20 gennaio 1873 – Copenaghen, 25 novembre 1950), è stato uno scrittore e poeta danese, spesso considerato il primo grande scrittore danese del XX secolo. Vinse il Premio Nobel per la letteratura nel 1944. Una delle sue sorelle, Thit Jensen, fu ella stessa una nota scrittrice oltre che una delle prime femministe.

## Biografia
Nacque a Farsø, un villaggio situato nello Jutland settentrionale, in Danimarca. Era figlio di un chirurgo veterinario e crebbe in campagna. Mentre studiava medicina all'Università di Copenaghen, lavorò come giornalista. Dopo 3 anni di studio decise però di cambiare carriera e di diventare uno scrittore.
Le sue prime opere vennero influenzate dal pessimismo fin-de-siècle. La sua prima opera fu Himmerlandshistorier (1898-1910), una raccolta di racconti ambientati nella regione della Danimarca dove era nato. Tra il 1900 e 1901 scrisse il suo primo capolavoro, Kongens Fald (La caduta del re), un romanzo storico sul re Cristiano II di Danimarca e sulla riluttanza all'azione «caratteristicamente danese». 
Nel 1906 Jensen scrisse Digte 1906, il primo poema in prosa nella letteratura danese. Scrisse anche poesie, alcune opere teatrali, molti saggi, soprattutto sull'antropologia e sulla  filosofia dell'evoluzione. 
Sviluppò le sue teorie sull'evoluzione in un ciclo di sei romanzi, Den lange rejse (Il lungo viaggio,1908-22) che venne pubblicato in un'edizione in due volumi nel 1938. Quest'opera viene generalmente considerata la sua opera in prosa in principale e anche come un tentativo di creare un'alternativa Darwiniana al mito della genesi biblica. In quest'opera vediamo l'evoluzione dell'umanità dall'era glaciale ai tempi di Colombo. 
Come il suo compatriota Hans Christian Andersen, viaggiò molto; un viaggio negli Stati Uniti ispirò un suo poema, Paa Memphis Station. Walt Whitman fu uno degli scrittori che influenzarono Jensen.
Le opere più note di Jensen vennero tutte scritte prima del 1920. Da quell'anno in poi si concentrò  per lo più in ambiziosi studi biologici e zoologici nel tentativo di creare un sistema etico basato sulle idee Darwiniane. 
Per alcuni anni lavorò anche come giornalista. Oggi Jensen è ancora considerato il padre del modernismo danese per l'introduzione in Danimarca del poema in prosa e l'uso di un linguaggio diretto e chiaro. 
Johannes Vilhelm Jensen non deve essere confuso con Wilhelm Jensen (1837-1911), scrittore tedesco, il cui racconto Gradiva (1903) divenne noto per essere stato analizzato da Sigmund Freud in Il delirio e i sogni nella 'Gradiva' di Wilhelm Jensen.

## Opere
- Danskere, 1896
- Einar Elkjær, 1898
- Himmerlandsfolk, 1898
- Intermezzo, 1899
- La caduta del re (Kongens Fald), 1900-1901
- Den gotiske renæssance, 1901
- Skovene, 1904
- Nye Himmerlandshistorier, 1904
- Madame d'Ora, 1904
- Hjulet, 1905
- Digte, 1906
- Eksotiske noveller, 1907-15
- Den nye verden, 1907
- Singaporenoveller, 1907
- Myter, 1907-45
- Nye myter, 1908
- Den lange rejse, 1908-22 - The Long Journey - I: Den tabte land, 1919; II: Bræen, 1908; Norne Gæst, 1919; IV: Cimbrernes tog, 1922; V: Skibet, 1912; VI: Christofer Columbus, 1922
- Lille Ahasverus, 1909
- Himmerlandshistorier, Tredje Samling, 1910
- Myter, 1910
- Nordisk ånd, 1911
- Myter, 1912
- Rudyard Kipling, 1912
- Olivia Marianne, 1915
- Introduktion til vor tidsalder, 1915
- Skrifter, 1916 (8 vols.)
- Årbog, 1916, 1917
- Johannes Larsen og hans billeder, 1920
- Sangerinden, 1921
- Den lange rejse, 1922-24 - The Long Journey
- Æstetik og udviking, 1923
- Årstiderne, 1923
- Hamlet, 1924
- Myter, 1924
- Skrifter, 1925 (5 vols.)
- Evolution og moral, 1925
- Årets højtider, 1925
- Verdens lys, 1926
- Jørgine, 1926
- Thorvaldsens portrætbuster, 1926
- Dyrenes forvandling, 1927
- Åndens stadier, 1928
- Ved livets bred, 1928
- Retninger i tiden, 1930
- Den jyske blæst, 1931
- Form og sjæl, 1931
- På danske veje, 1931
- Pisangen, 1932
- Kornmarken, 1932
- Sælernes ø, 1934
- Det blivende, 1934
- Dr. Renaults fristelser, 1935
- Gudrun, 1936
- Darduse, 1937
- Påskebadet, 1937
- Jydske folkelivsmalere, 1937
- Thorvaldsen, 1938
- Nordvejen, 1939
- Fra fristaterne, 1939
- Gutenberg, 1939
- Mariehønen, 1941
- Vor oprindelse, 1941
- Mindets tavle, 1941
- Om sproget og undervisningen, 1942
- Kvinden i sagatiden, 1942
- Folkeslagene i østen, 1943
- Digte 1901-43, 1943
- Møllen, 1943
- Afrika, 1949
- Garden Colonies in Denmark, 1949
- Swift og Oehlenschläger, 1950
- Mytens ring, 1951
- Tilblivelsen, 1951
- The Waving Rye, 1959 (tr. R. Bathgate)

### Opere in inglese/americano
- The Long Journey, vol 1-3, (Fire and Ice; The Cimbrians; Christopher Columbus) New York, 1924.
- The Fall of the King, 1933.

### Opere in italiano
- La caduta del re (titolo originale: Kongens Fald), traduzione di Bruno Berni. Carbonio Editore, Milano 2021.

- Una ragazza danese (titolo originale: Gudrun), traduzione di Ervino Pocar. Rizzoli & C., Milano 1948.